# فورتي دي مارمي
فورتي دي مارمي هي بلدة وكومونا تقع في مقاطعة لكة، تسكانة، إيطاليا. يبلغ عدد سكانها حوالي 7366 نسمة.